# McCook County
McCook County ist ein County im Bundesstaat South Dakota der Vereinigten Staaten. Er wurde nach dem früheren Gouverneur von South Dakota Edwin Stanton McCook benannt. Das U.S. Census Bureau hat bei der Volkszählung 2020 eine Einwohnerzahl von 5682 ermittelt. Der Sitz der Countyverwaltung (County Seat) ist in Salem.

## Geographie
Das County hat eine Fläche von 1495 Quadratkilometern; davon sind 7 Quadratkilometer (0,46 Prozent) Wasserflächen. Er ist in 17 Townships eingeteilt: Benton, Bridgewater, Brookfield, Canistota, Emery, Grant, Greenland, Jefferson, Pearl, Montrose, Union, Ramsey, Richland, Salem, Spring Valley und Sun Prairie.

## Geschichte
Das County wurde am 8. Januar 1873 gegründet und die Verwaltungsorganisation am 15. Juni 1878 abgeschlossen. Es wurde nach Edwin Stanton McCook (1837–1873) benannt, einem Offizier in der Unionsarmee und Sekretär des Dakota-Territoriums.

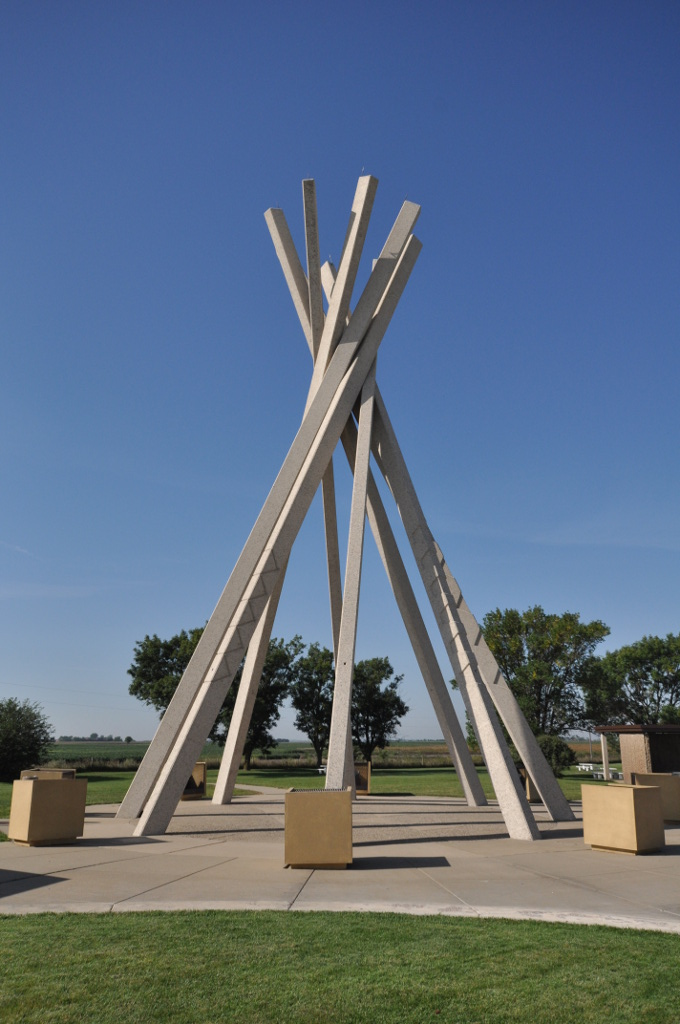
Das Salem Rest Stop Tipi-Eastbound ist einer von neun Einträgen des Countys im NRHP.

Neun Bauwerke und Stätten des Countys sind im National Register of Historic Places (NRHP) eingetragen (Stand 6. August 2018).

## Städte und Gemeinden
Städte (cities)
- Bridgewater
- Canistota
- Montrose
- Salem
- Spencer

geplante Siedlung
- Laurent